# Big Comic Original
Big Comic Original (ビッグコミックオリジナル, Biggu Komikku Orijinaru) é uma revista quinzenal de mangás do gênero seinen, publicada pela Shogakukan. A Big Comic Original possui uma revista irmã também quinzenal, a Big Comic. A Big Comic é publicada nas semanas em que a Big Comic Original não é publicada.
A capa da revista geralmente contém um cachorro ou um gato. Também possui um haiku. As séries de mangá publicadas pela revista cobrem diversos gêneros. Desde dramas históricos, suspense, esportes e romance. A presença de séries com elementos de ficção científica e fantasia é relativamente menor.
Lançada em 1972, a revista já publicou mais de 1000 edições. Cada edição possui cerca de 350 páginas com ilustrações em preto e branco. A revista é vendida por 360 ienes (2017). Mais de 83% dos leitores da revista estão na faixa etária superior a 30 anos. Cerca de 25% dos leitores são do sexo feminino.

## Séries atuais
| Título da série                                     | Autor             | Início           |
| --------------------------------------------------- | ----------------- | ---------------- |
| Eigahen (映画篇)                                    | Kaneshiro Kazuki  | Abril de 2010    |
| Haguregumo (浮浪雲)                                 | Akiyama George    | 1973             |
| Huaichun Zaijian! (フイチン再見！)                  | Murakami Makoto   | Março de 2013    |
| Kaze no Daichi (風の大地)                           | Sakata Nobuhiro   | 1991             |
| Louvre no Neko (ルーヴルの猫)                       | Matsumoto Taiyou  | Junho de 2016    |
| Sanchoume no Yuuhi (三丁目の夕日)                   | Saigan Ryouhei    | 1974             |
| Shin Kurosawa: Saikyou Densetsu (新・黒沢 最強伝説) | Fukumoto Nobuyuki | Maio de 2013     |
| Shinya Shokudou (深夜食堂)                          | Abe Yarou         | Outubro de 2006  |
| Tasogare Ryuuseigun (黄昏流星群)                    | Hirokane Kenshi   | Novembro de 1995 |
| Tsuribaka Nisshi (釣りバカ日誌)                     | Yamasaki Juuzou   | 1979             |

## Séries finalizadas
- Monster
- Pluto
- Saikyou Densetsu Kurosawa
- Bouken Shounen
- NASA
- Jinbee
- Toudo no Tabibito
- Akai Hanataba
- Unmei no Tori
- Pineapple Army
- Gaku - Minna no Yama
- Master Keaton Remaster
- Fuyu Hanabi
- Senmu no Inu
- P no Higeki
- Battle Field
- Sennen no Tsubasa, Hyakunen no Yume: les Gardiens du Louvre
- Abu-san
- Iliad
- Human Scramble
- I'm Home
- Aoi Tori: Wakuraba
- Ryuu - Ron
- Tsuki wo Sasu Yubi
- Andou Natsu: Edo Wagashi Shokunin Monogatari
- Saketa Passport Series
- Nora no Hakobune
- Police Station: Rashoumon
- Kasai no Hito
- Mayonaka no Kojika
- ABC Satsujin Jiken: Meitantei Eikubo Kamon no Suiri Techou
- After 0
- Ake no Suisei